# Jumanji

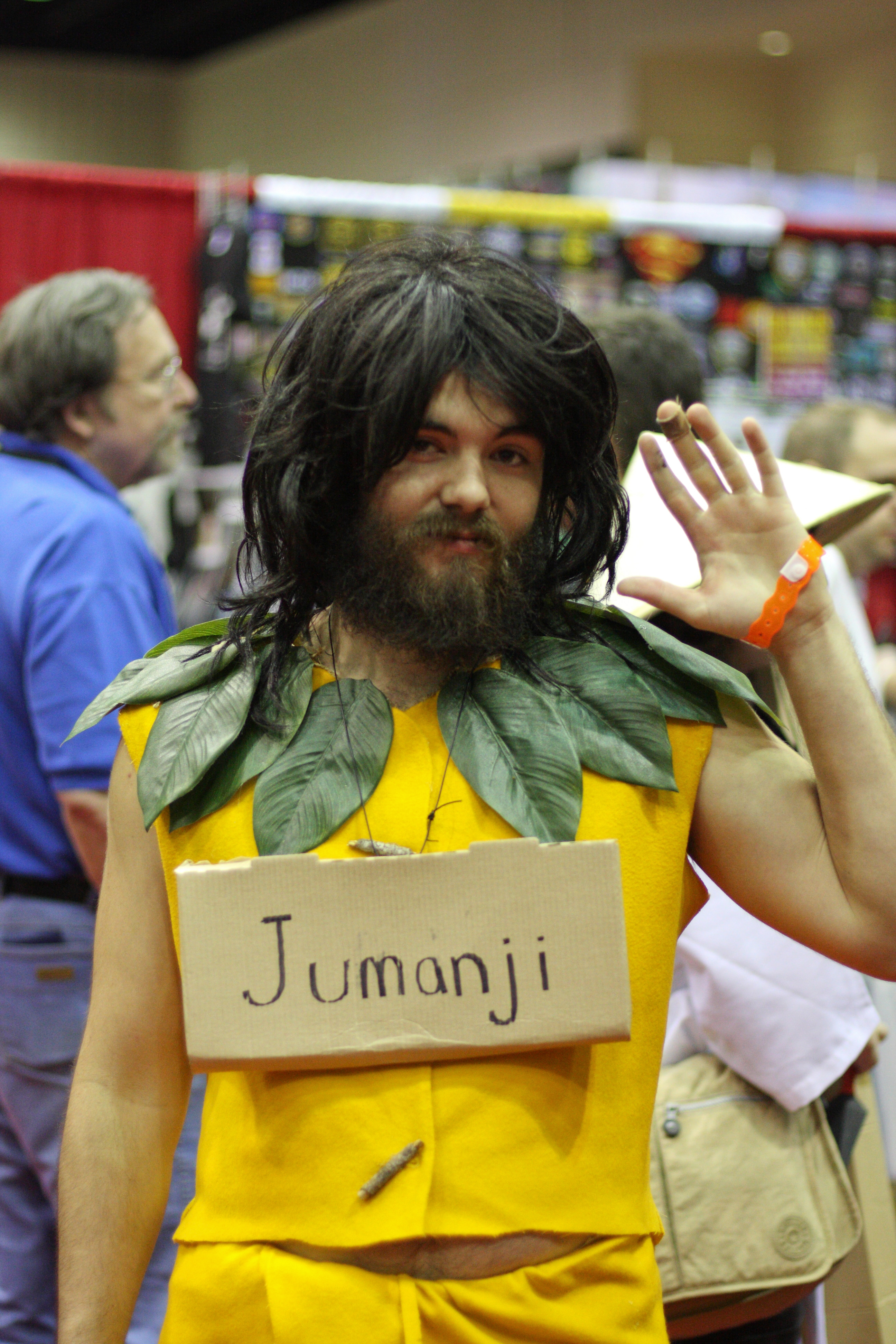
En Jumanji-utklädnad från MegaCon 2010 i Orlando, Florida.

Jumanji är en amerikansk äventyrsfilm och actionfilm från 1995. Den regisserades av Joe Johnston med Robin Williams i huvudrollen, och hade Sverigepremiär den 29 mars 1996. Filmen är baserad på barnbilderboken och fantasyromanen från 1981 med samma namn.

## Handling
Alan Parrish i den lilla staden Brantford i New Hampshire hittar 1969 på ett bygge ett spel som heter Jumanji. Han tar med sig det hem och han och kompisen Sarah börjar spela. Men det visar sig att spelet har oväntade krafter. Alan försvinner in i spelet och Sarah blir livrädd. 
26 år senare hittar två barn, Judy (Kirsten Dunst) och Peter (Bradley Pierce) spelet uppe på vinden i Parrishs gamla hus. Helt omedvetna om spelets egenskaper börjar de spela. Peter lyckas få ut den vuxne Alan Parrish (Robin Williams) ur spelet genom att slå en 5:a. Tillsammans med Alan hittar de Sarah (Bonnie Hunt) och nu måste de övertala henne att hjälpa dem att spela klart spelet så att de får bort allt det hemska som spelet framkallar.

## Rollista (i urval)
| Robin Williams   | – Alan Parrish som vuxen        |
| Adam Hann-Byrd   | – Alan Parrish som barn         |
| Jonathan Hyde    | – Pappa Samuel Parrish/Van Pelt |
| Kirsten Dunst    | – Judy                          |
| Bradley Pierce   | – Peter                         |
| Bonnie Hunt      | – Sarah                         |
| Bebe Neuwirth    | – Judys och Peters faster       |
| David Alan Grier | – Carl "Sulan"                  |

## Om filmen
Jumanji spelades huvudsakligen in i och omkring Vancouver i British Columbia i Kanada. Andra inspelningsplatser var Keene, New Hampshire och North Berwick, Maine i USA. Bridge Studios i Burnaby användes som primär inspelningsstudio.